# 小行星6543
小行星6543（英語：6543 Senna）是一颗围绕太阳公转的小行星。1985年10月11日，卡罗琳·舒梅克、尤金·舒梅克在帕洛马山发现了此天体。
这颗小行星的绝对星等为86.00185等。